# Мелагенай
Мелагенай (лит. Mielagėnai) — местечко в Игналинском районе Литвы, центр Мелагенского староства. Расположено в 20 км к юго-востоку от районного центра Игналина. 

## Инфраструктура
В 2011 году население местечка составило 236 человек. Здесь имеются почтовое отделение, амбулатория, средняя школа (в 1893—1915 годах действовала начальная школа с русским языком преподавания, в 1921—1939 годах — начальная школа с польским языком преподавания, в 1944—1948 годах — прогимназия, в 1948—2001 годах — средняя школа), приходской приют, филиал Игналинского культурного центра, основанная в 1942 году библиотека, а также католический храм Святого Иоанна Крестителя.

## История

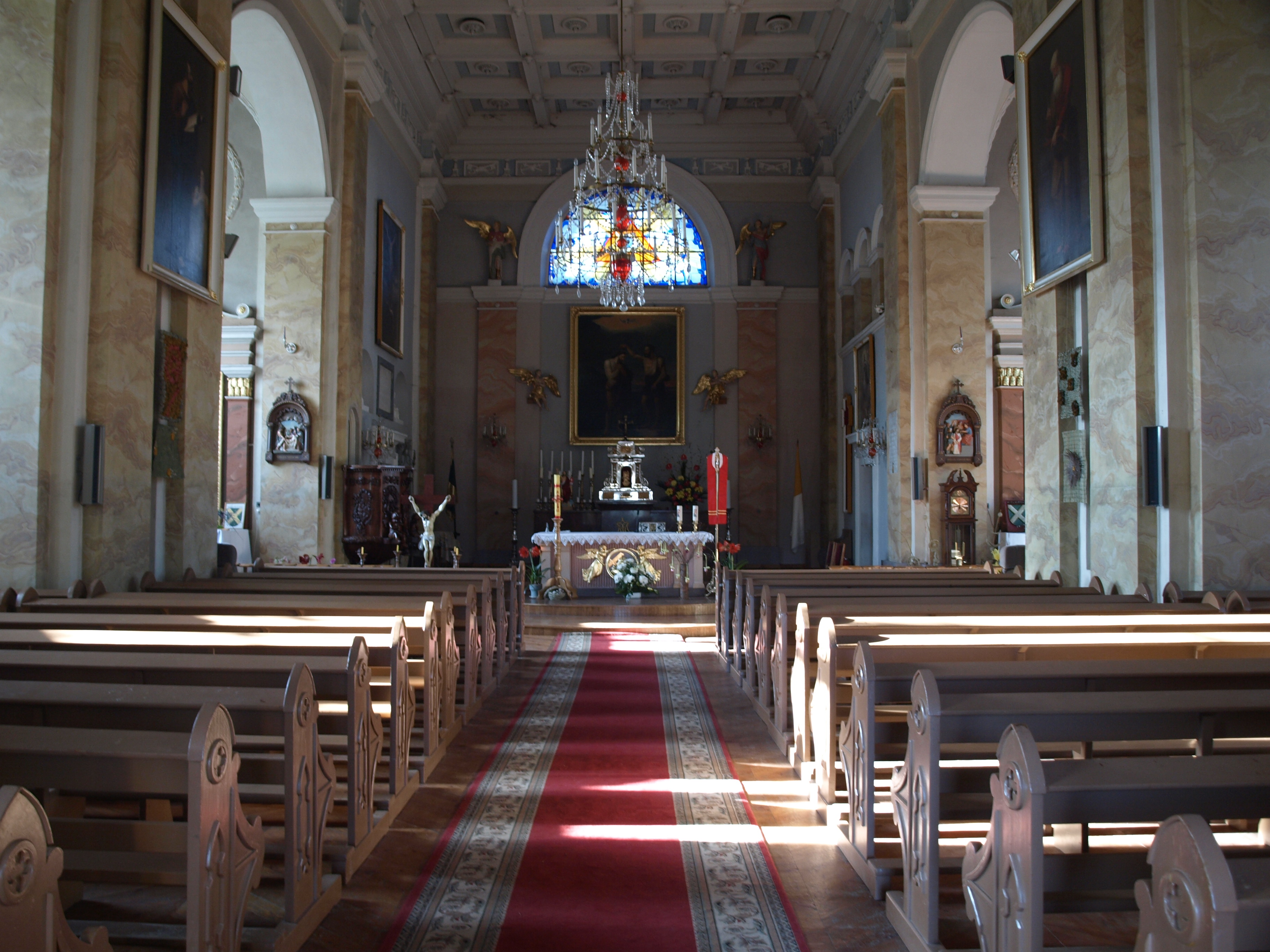
Костёл Св. Иоанна Крестителя

Первое упоминание о местечке датируется 1515 годом. Первым владельцем Мелагенского поместья был дворянин Фабиан Ролич-Коханский. До второй половины XIX века поместье принадлежало семье ливонских вельмож Кублицких.
В 1790 году был освящён построенный каменный костёл Святого Иоанна Крестителя. Церковь построена в классическом стиле, прямоугольной формы. На территории церкви расположено 10 памятников архитектуры. С 1828 года стала действовать церковно-приходская школа.
С 1949 по 1991 год в местечке действовал колхоз «Новый Путь».

## Галерея

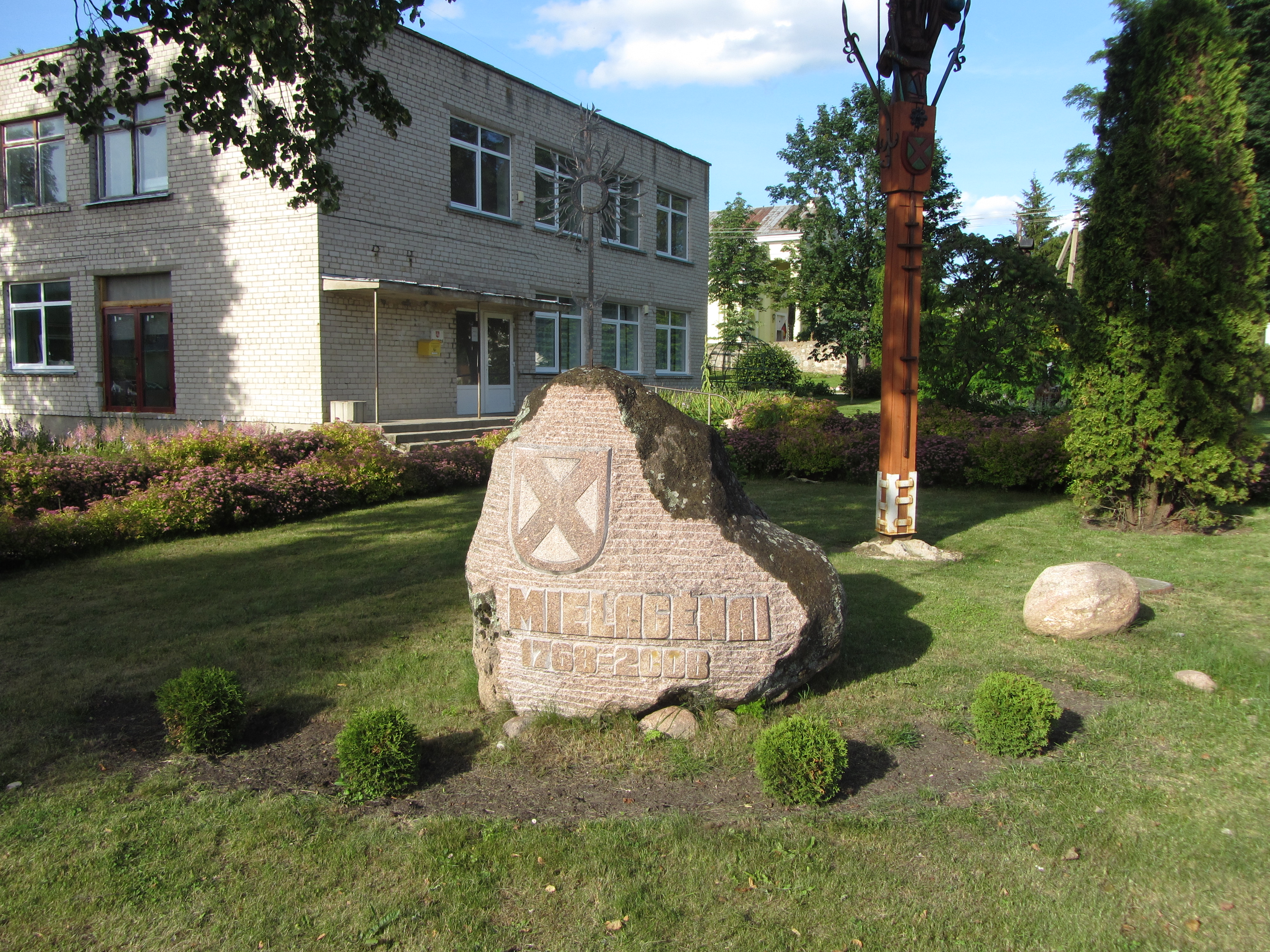
Старый город
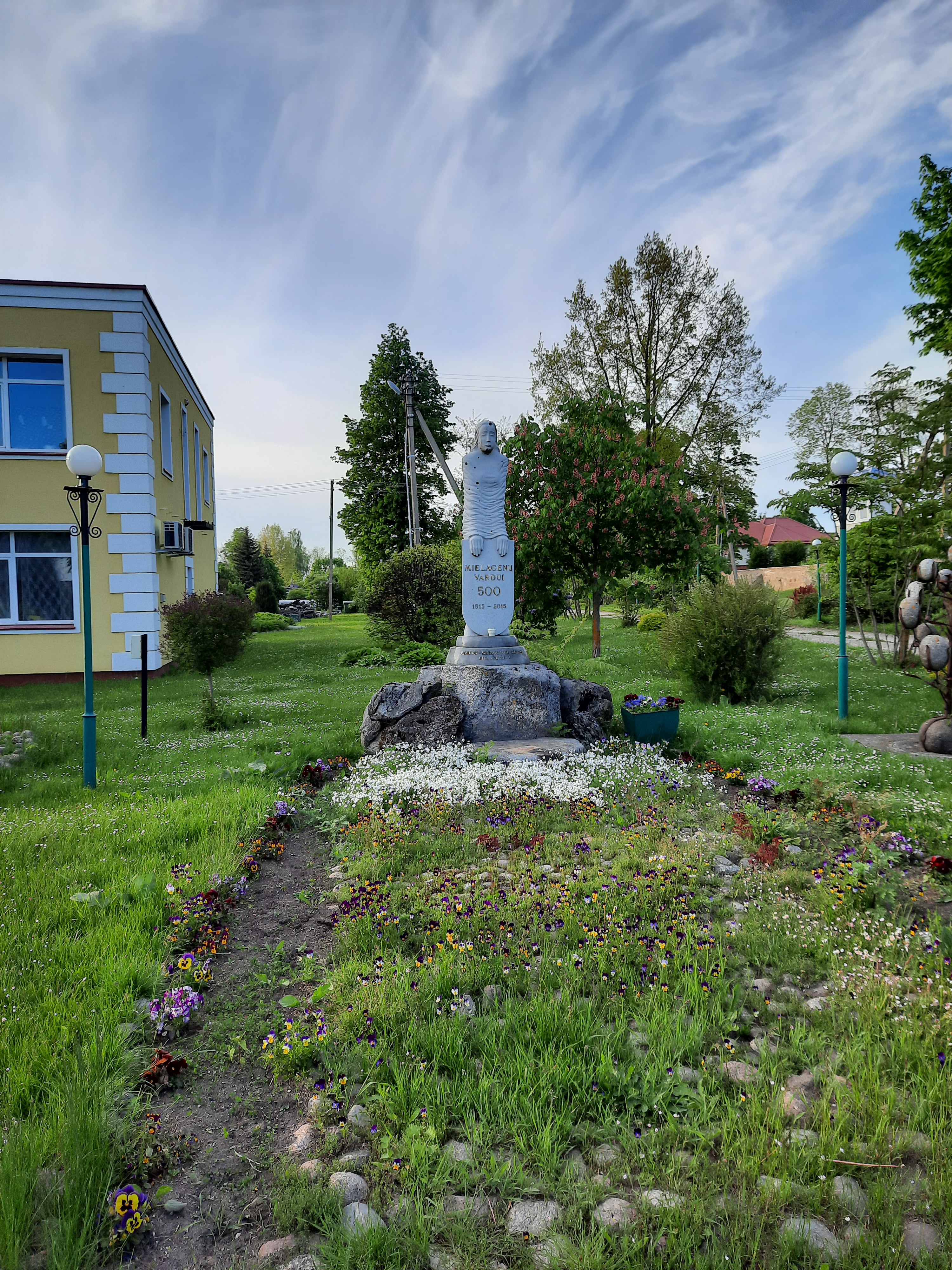
500-летие местечку
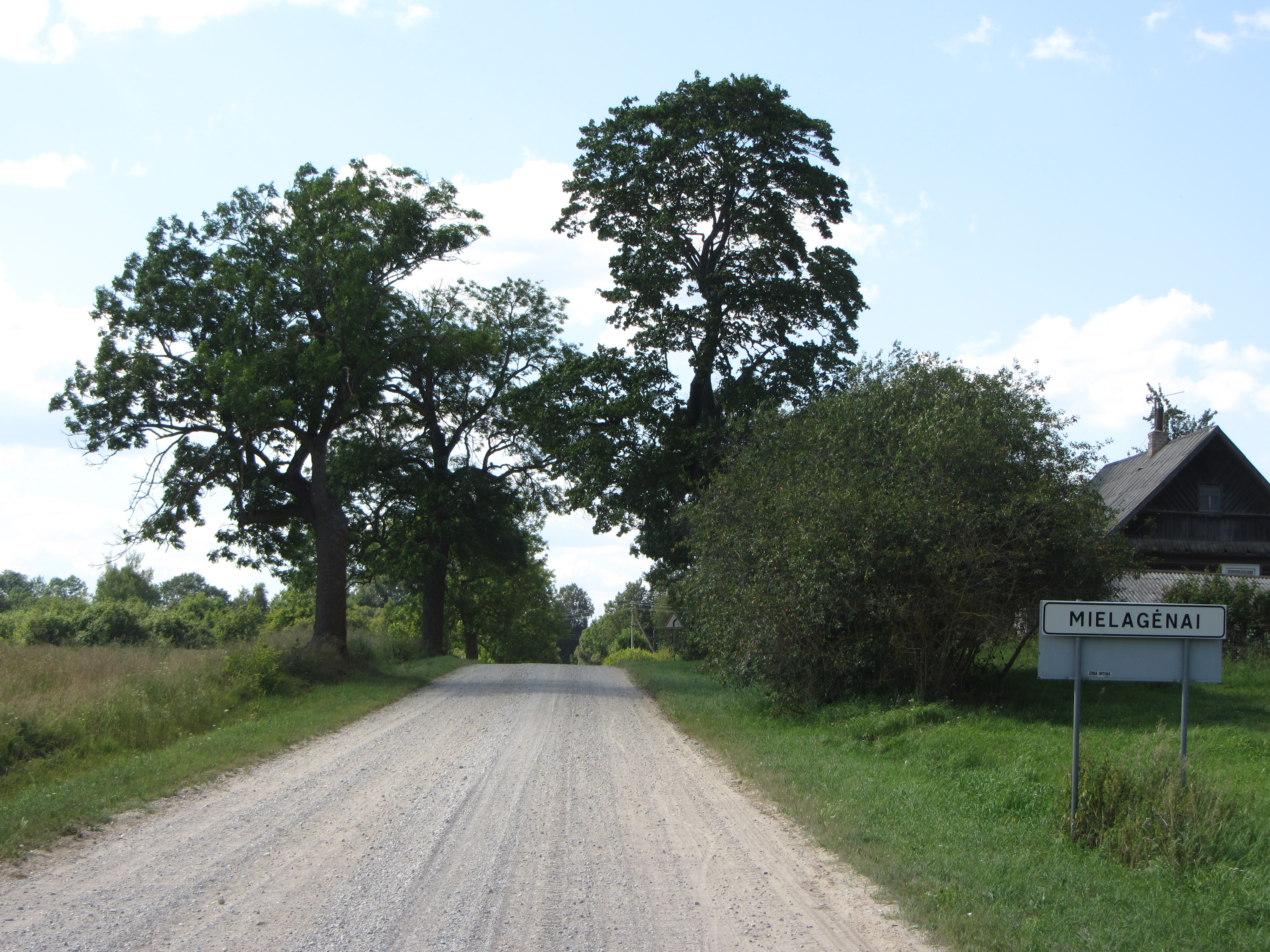
Въезд в местечко
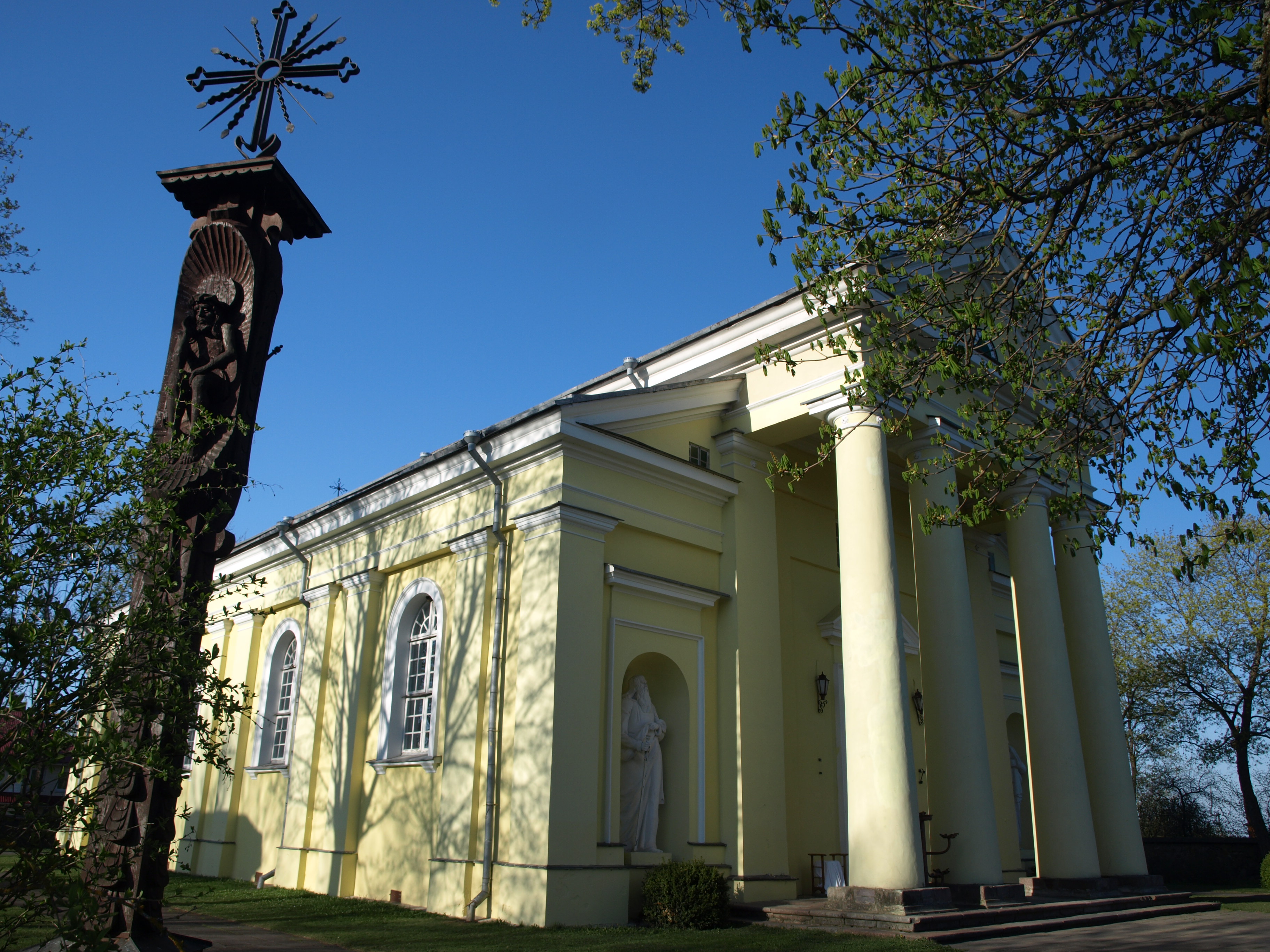
Костёл Св. Иоанна Крестителя